# Ted Carroll
Theodore Carroll (ur. 6 lipca 1904 w Nowym Jorku, zm. w 1973) – amerykański grafik i dziennikarz.
Znany był jako karykaturzysta sportowy, szczególnie bokserski. Przez ponad pięćdziesiąt lat jego prace ozdabiały strony miesięcznika The Ring oraz ukazywały się w całej nowojorskiej prasie. W ostatnich latach kariery malował sceny z wyścigów konnych.
W magazynie The Ring zamieszczał wnikliwie opracowane sylwetki najwybitniejszych bokserów oraz opisy ich walk, szczególnie wiele uwagi poświęcając bokserom afroamerykańskim.
W roku 2013 został przyjęty do Międzynarodowej Bokserskiej Galerii Sławy w kategorii Obserwatorzy.